# Claudio Maria Celli

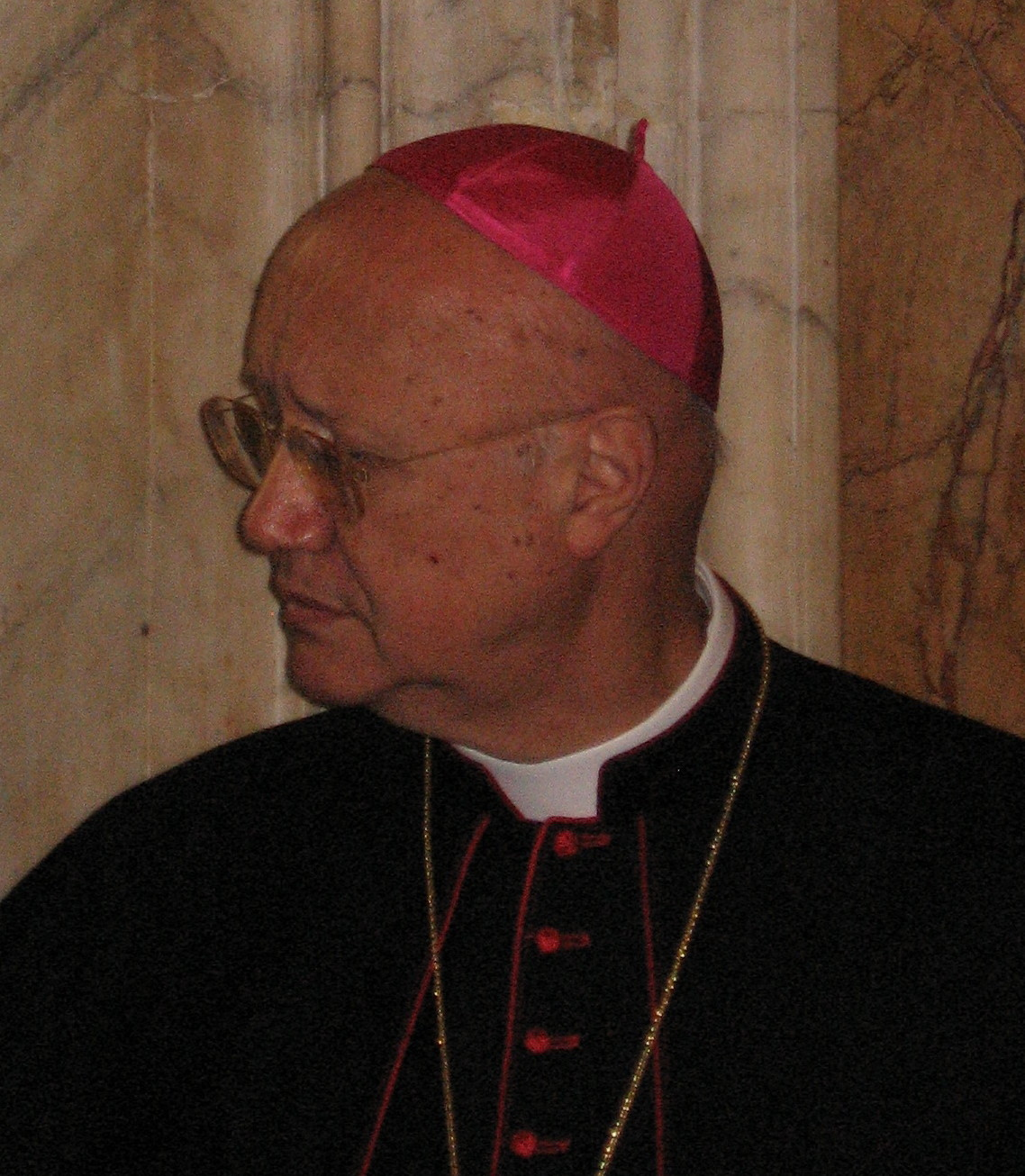
Erzbischof Claudio Maria Celli

Claudio Maria Celli (* 20. Juli 1941 in Rimini, Emilia-Romagna, Italien) ist Kurienerzbischof und ehemaliger Präsident des Päpstlichen Rates für die sozialen Kommunikationsmittel.

## Leben
Claudio Celli empfing nach seiner theologischen Ausbildung am 19. März 1965 das Sakrament der Priesterweihe. Er promovierte in den Fächern Katholische Theologie und Kirchenrecht. 1970 trat Claudio Maria Celli in den diplomatischen Dienst des Heiligen Stuhls ein und arbeitete als Sekretär und Attaché bei den Apostolischen Nuntiaturen in Honduras, Argentinien und auf den Philippinen. 1981 arbeitete er im Staatssekretariat für Kardinal Agostino Casaroli und war in diplomatischen Missionen in verschiedenen Teilen der Welt tätig. Danach hatte Celli an der Päpstlichen Lateranuniversität die Professur für Kirchenrecht inne.
1990 wurde Claudio Maria Celli Untersekretär der Sektion für die Beziehungen mit den Staaten im Staatssekretariat des Heiligen Stuhls. Papst Johannes Paul II. ernannte ihn am 16. Dezember 1995 zum Sekretär der Güterverwaltung des Apostolischen Stuhls (APSA) und zum Titularerzbischof von Cluentum. Die Bischofsweihe spendete ihm Johannes Paul II. am 6. Januar 1996 im Petersdom; Mitkonsekratoren waren die Kurienerzbischöfe Jorge María Mejía und Giovanni Battista Re.
Gemeinsam mit dem stellvertretenden israelischen Außenminister Jossi Beilin unterzeichnete er am 30. Dezember 1993 in Jerusalem das erste Abkommen zwischen dem Heiligen Stuhl und dem israelischen Staat, das so genannte Fundamentalabkommen (italienisch Accordo Fondamentale).
Als Experte für internationale Beziehungen war er seit langem mit den Beziehungen zur Volksrepublik China und zu Vietnam befasst, für die er auch an verschiedenen Delegationen nach Osten teilgenommen hat. In diesem Zusammenhang hat er die Übersetzung vieler Texte des Papstes ins Chinesische gefördert und sogar eine erste Version der päpstlichen Website in dieser Sprache eröffnet.
Am 27. Juni 2007 ernannte Papst Benedikt XVI. Celli zum Präsidenten des Päpstlichen Rates für die sozialen Kommunikationsmittel sowie zum Präsidenten des Vatikanischen Filmarchivs (italienisch Filmoteca Vaticana). Am 26. Mai 2009 wurde Celli zudem zum Präsidenten des Verwaltungsrates des Vatikanischen Fernsehzentrums (CTV) (italienisch Centro Televisivo Vaticano) ernannt. Celli richtete 2012 ein offizielles päpstliches Twitter-Konto ein.
Mit Erreichen der Altersgrenze von 75 Jahren am 20. Juli 2016 wurde seinem Rücktrittsantrag durch Papst Franziskus stattgegeben. Weiterhin ist Celli im Staatssekretariat der Ansprechpartner für den Dialog zwischen China und dem Heiligen Stuhl.
Seit 1986 bereits ist Celli Vizepräsident der gemeinnützigen Fondazione Comunità Domenico Tardini Onlus und des Universitätskollegs „Villa Nazareth“ in Rom.
Celli ist internationaler Berater der päpstlichen Stiftung Fondazione Centesimus Annus – Pro Pontifice.

## Mitgliedschaften
- Kongregation für die Bischöfe (seit 2009; bestätigt 2013)
- Kongregation für die Selig- und Heiligsprechungsprozesse (seit 2016)[6]
- Päpstlicher Rat zur Förderung der Neuevangelisierung (seit 2011)[7]
- Päpstliche Stiftung Centesimus Annus Pro Pontifice.

## Ehrungen und Auszeichnungen
- 1992: Großoffizier des Verdienstordens der Italienischen Republik[8]
- 1994: Sigismondo d'Oro der Stadt Rimini[3]
- Großkreuz-Konventualkaplan des Malteserordens (ehrenhalber)[9]

## Schriften
- Le secret de la vocation de sainte Thérèse, Éditions Salvator 2010, ISBN 978-2-7067-0749-0